# Обыкновенные люди
«Обыкновенные люди» (англ. Ordinary People; другое название — «Обычные люди») — американская драма 1980 года, первый фильм актёра Роберта Редфорда в качестве режиссёра, по сценарию Элвина Сарджента на основе одноимённого романа писательницы Джудит Гест. Главные роли сыграли Тимоти Хаттон, Дональд Сазерленд, Мэри Тайлер Мур и Джадд Хирш. При бюджете в $6 миллионов долларов в прокате США фильм собрал более $54 миллионов, а также получил восторженные отзывы критиков и зрителей. Фильм получил 4 премии «Оскар» и 5 премий «Золотой глобус» (в том числе за лучший фильм года), а также несколько номинаций на другие престижные кинонаграды.

## Сюжет
В обеспеченной и добропорядочной американской семье Джарреттов из пригорода Чикаго случается беда. Старший из двух сыновей преуспевающего адвоката погибает в результате несчастного случая. Его выживший брат Конрад, тонкий и ранимый юноша, настолько тяжело воспринимает эту трагедию, что пытается покончить с собой. Он испытывает чувство вины за то, что не может заменить своим родителям Бака — гордость и надежду семьи. Проведя месяц в лечебнице, он возвращается домой, но никак не может наладить общение с семьёй и друзьями.
Чтобы помочь сыну, его отец Кэлвин предлагает мальчику посещать сеансы психотерапии у доктора Бергера, который узнаёт, что Конрад был вместе со своим братом в море, когда случилось несчастье. Кэлвин пытается восстановить взаимоотношения с младшим сыном и женой Бет, которая не может пережить трагедию, и очень отдалилась от Конрада. Кэлвину кажется, что Бет любила Бака больше, чем Конрада. Женщина всячески пытается показать всем знакомым, что жизнь её семьи никак не изменилась. Безуспешно пытаясь завоевать любовь матери, Конрад также переживает трудные времена в школе: он уходит из команды по плаванию, а также проявляет интерес к Джанин — девушке из его класса по пению, но в то же время ищет встречи с Карен, вместе с которой он находился в клинике. Бергер пытается научить Конрада справляться со своими эмоциями, а не подавлять их. Однако отношения с матерью не становятся лучше — всё чаще между Конрадом и Бет разгораются ссоры, которые пытается прекратить Кэлвин.
Бет узнаёт о том, что Конрад бросил плавание, и в ходе очередного скандала Конрад обвиняет мать в том, что она никогда не приезжала навестить его в больнице. Мать пытается сбежать от сына, напоминающего ей о её утрате, а Кэлвин осознаёт, насколько плохо знает свою жену. Когда Бэт и Кэлвин отправляются навестить брата Бэт, между супругами разгорается скандал, в ходе которого Кэлвин обвиняет жену в том, что она не заботится о благополучии Конрада.
Казалось, встречи с Бергером идут на пользу мальчику, но самоубийство Карен выбивает его из колеи. Конрад в слезах приходит к психотерапевту, который в ходе эмоциональной беседы помогает мальчику прийти в себя — Бергеру удаётся достучаться до Конрада, объяснив, что тот не должен винить себя в смерти брата и принять отношение своей матери к себе. Когда Конрад пытается показать свою любовь к матери, она не проявляется никаких эмоций. Вновь увидев это, Кэлвин говорит своей жене, что больше её не любит и не знает, способна ли она любить кого-то. Потрясённая Бэт уходит в свою комнату и начинает собирать вещи и уезжает в Хьюстон.
На следующее утро Кэлвин и Конрад беседуют на крыльце дома — отец и сын принимают всё произошедшее в их семье и находят поддержку друг в друге.

## В ролях
| Актёр              | Роль                 |
| ------------------ | -------------------- |
| Тимоти Хаттон      | Конрад Джарретт      |
| Дональд Сазерленд  | Кэлвин Джарретт      |
| Мэри Тайлер Мур    | Бэт Джарретт         |
| Джадд Хирш         | доктор Тайрон Бергер |
| Элизабет Макговерн | Джанин Прэтт         |
| Дина Манофф        | Карен Олдрич         |
| Фредрик Лене       | Лэзенби              |
| М. Эммэт Уолш      | тренер Сэлен         |
| Джеймс Сиккинг     | Рэй Хэнли            |

| Актёр             | Роль                   |
| ----------------- | ---------------------- |
| Скотт Доблер      | Джордан «Бак» Джарретт |
| Джеймс Хоффман    | Слоун                  |
| Квинн Редекер     | Уорд                   |
| Мэриклэр Костелло | Одри                   |
| Мег Манди         | бабушка                |
| Элизабет Хаббард  | Рут                    |
| Адам Болдуин      | Стилман                |
| Мэриклэр Костелло | Одри                   |
| Ричард Уитинг     | дедушка                |

## Производство

### Разработка проекта
В качестве режиссёрского дебюта актёр Роберт Редфорд выбрал одноименный роман Джудит Гест, опубликованный в 1976 году, так как он узнал в главном герое Конраде и его окружении самого себя. Когда Редфорд позвонил Гест по телефону, ответил один из её братьев — он сказал сестре, что ей звонит Роберт Редфорд; Гест, естественно, ему не поверила. После встречи с автором Редфорд купил у Гест права на экранизацию и начал поиски дистрибьютора — студия «Paramount Pictures» выдала актёру бюджет в $6 миллионов. Однако перед этим режиссёр получил много отказов от студий, так как их руководство считало, что фильм не сможет стать коммерческим успехом. Продюсером стал обладатель премии «Оскар» Рональд Л. Швари, а Редфорд получил творческую свободу от главы компании Барри Диллера, пришедшего в восторг от сценария.
На написание первой версии сценария у Редфорда ушло полтора года и ещё год на доработку — так как в оригинальном романе Джудит Гест были одни диалоги и никаких описаний внутренних переживаний героев. Он нанял сценариста Элвина Сарджента, отметив его работу над сценариями картин «Джулия» и «Бумажная луна». Редфорд постоянно советовался с Гест относительно изменений в сценарий, а выбор Тимоти Хаттона на главную роль привёл писательницу в восторг.

### Кастинг
Поиски актёра на роль Конрада велись по всей стране. Майкл Джей Фокс пробовался на роль Конрада, но не впечатлил Редфорда. В итоге, выбор пал на Тимоти Хаттона — 19-летнего сына актёра Джима Хаттона, который скончался незадолго до начала съёмок; для Тимоти «Обыкновенные люди» также стали дебютом в кино. Хаттон читал текст 5 или 6 раз перед тем, как ему назначили личную встречу с Редфордом.
Редфорд увидел Мэри Тайлер Мур зимой на пляже в Малибу — он сидел на скамейке, когда увидел её грустную фигуру. Мур, как Хаттон, переживала личную трагедию, приступая к работе над фильмом — единственный сын актрисы погиб в результате несчастного случая перед началом съёмок. Редфорд так описывает своё решение: «Я не знаю, почему я выбрал именно её. Возможно, потому что у неё [Мэри] — классический американский характер: храбрый, сильный, бойкий… и немного избалованный».
Редфорд предложил роль отца Конрада, Келвина, актёру Ричарду Дрейфусу, но он отказался из-за нервного срыва. Но она досталась Дональду Сазерленду, хотя изначально режиссёр предложил Сазерленду роль психотерапевта. На роль доктора Бергера также претендовал Джин Хэкман, но он выбыл из проекта из-за разногласий относительной размера своего гонорара. Тогда его место занял Джадд Хирш, но он мог сниматься лишь при условии, что его съёмки закончатся за восемь дней, так как в то время актёр работал в телешоу «Такси» — именно там его и заприметил Редфорд.
Для Элизабет Макговерн эта картина также стала первой работой в кино — она собиралась поступать в Джульярдскую школу, и Редфорд попросил актрису отложить начало обучения. По договорённости с начальством академии она получила разрешение сниматься только по субботам — девушка покинет школу в пятницу вечером в Нью-Йорке и вернётся в воскресенье утром; впервые за своё существование школа позволила своим студентам сниматься во время учебного года.

### Съёмочный процесс
Съёмки проходили с 9 октября 1979 года по 10 января 1980 года. Редфорд дал указания членам съёмочной группы и остальным актёрами не общаться с Хаттоном на площадке и вне её — чтобы помочь вжиться в образ Конрада, испытывающего одиночество; однако сам актёр не знал об этом, и позже признался, что ему было очень тяжело на съёмках. Единственный, с кем молодой актёр проводил много времени после съёмочного дня — Джадд Хирш, сыгравший психотерапевта Конрада. Хаттон не мог понять причину происходящего, поэтому начал вести дневник — много лет спустя он понял, что записи в журнале были очень похожи на мысли его героя.

### Локации
Основные съёмки проходили в городе Лейк-Форесте — где и происходит действие фильма и романа — а также в Хайленд-Парк, штат Иллинойс.
- Сцены игры в гольф снимались в Калифорнии в городе Эппл-Вэлли.
- Все съёмки в интерьерах проходили в городе Форт-Шеридан в Иллинойсе.
- Школьные сцены были сняты в «Lake Forest High», сцены в бассейне — в местном колледже «Lake Forest College», так как в школьном бассейне было слишком мало места для съёмочной группы.
- Сцены в магазине были отсняты в «Northbrook Court» в городе Нортбрук, штат Иллинойс.
- Шторм в море, который унёс жизнь старшего брата главного героя, снимали в павильонах студии «Paramount Pictures».
- Дом семейства Джереттов находится прямо за углом другого известного дома кинематографа — его используют в съёмках фильма «Рискованный бизнес» два года спустя.
- Сцена обеда Конрада и Карен снималась в кафе «Original Pancake House» в Уилмитте, штат Иллинойс. Фотография Роберта Редфорда, сделанная на съёмках картины, до сих пор висит на стене у кассы рядом со входом в ресторан.
- Финальную сцену пришлось переснять, так как Дональд Сазерленд решил, что он был слишком эмоциональным в ней — в итоге декорации были воссозданы, но Мэри Тайлер Мур была занята в то время в театре, поэтому её текст из-за кадра читал сам Редфорд[2].
- Пьеса, на которую пошли Кэлвин и Бэт, называется «В то же время в следующем году» (англ. Same Time Next Year), написана Бернардом Слэйдом.

In The Silence Of Our Souls,

O Lord, We Contemplate Thy Peace.

Free From All The World's Desires,

Free Of Fear And All Anxiety.

Ooooh… Ooooh… Ooooh… Ooooh…

Alleluia, Alleluia, Sing Alleluia!

### Музыка
«Канон в ре мажоре» Иоганна Пахельбеля стал главной музыкальной темой фильма — свою версию для картины написал обладатель множества музыкальных и кинонаград, композитор Марвин Хэмлиш. Канон звучит в исполнении хора в самом начале фильма, а его инструментальная версия появляется в финальных титрах — также вариации на произведение звучат в музыке Хэмлиша во многих сценах. Использование музыкального произведения в этом фильме способствовало его популяризации, а также частому использованию в других фильмах и сериалах.
Несколько версий саундтрека вышли на виниле в год релиза картины, но все издания содержали лишь «Канон в ре мажоре», включая его диско-версию. Полный альбом впервые выпустил лейбл «La La Land» на CD 19 апреля 2016 года ограниченным тиражом в 1 500 копий — на диске также расположились треки из фильма «Спасите тигра», музыку к которому написал Хэмлиш.
1. Main Title: Canon In D
2. The Dining Table
3. She Remembers Bucky In His Room
4. Buck In The Yard
5. Jeannine & Conrad
6. Conrad’s Hallelujah
7. Christmas Tree
8. The Revelation
9. Time To Go Bowling
10. Why Did You Do It? / The Plane Ride
11. I Miss Him Too
12. She’s Dead
13. What Was The One Wrong Thing You Did?
14. Do You Want Some Breakfast?
15. Remembering The Dance
16. She Goes Up Steps
17. Handle On It
18. End Title: Canon In D
19. Who’s Got The Most? (Source)
20. Country Radio (Source)
21. Classical Station (Source)
22. Jazz Station (Source)
23. Rock Station (Source)
24. Montovani Radio (Source)
25. Transistor Radio #1 (Source)
26. Transistor Radio #2 (Source)
27. Deck The Halls (Source)
28. She’s Dead (Instrumental)
29. Do You Want Some Breakfast? (Alternate)
30. Do You Want Some Breakfast? (Original Version)
31. End Title: Canon In D (Alternate)

В одной из сцен доктор Бергер в исполнении Джадда Хирша напевает песню «(I Never Promised You A) Rose Garden»; «What I Did For Love» поёт Мэри Тайлер Мур с другими гостями на вечеринке; также компания исполнила песню «For He’s A Jolly Good Fellow» на вечеринке по случаю Дня рождения; герои также напевают традиционную рождественскую песню «Deck The Halls».

## Релиз

### Продвижение
В рекламной кампании картины использовались слоганы «Некоторые фильмы вы смотрите. А другие — чувствуете» (англ. Some Films You Watch, Others You Feel) и «Всё на своих местах. Кроме прошлого» (англ. Everything Is In Its Proper Place… Except The Past).

### Кассовые сборы
Премьера фильм состоялась 19 сентября 1980 года — в первые выходные фильм собрал $170 335. По итогам 14-недельного проката, при бюджете в $6 млн фильм собрал в США и Канаде $54 766 923, с результатом $170 335 в премьерные выходные. Также фильм собрал $23 млн от продаж и проката видеоносителей.

### Критика
Картина получила преимущественно положительные отзывы в мировой кинопрессе. На сайте «Rotten Tomatoes» фильм набрал 91 % положительных отзывов со средним рейтингом 7,9 из 10 на основе отзывов критиков, а также является фаворитом зрителей с показателем 85 % и результатом 3,8 из 5. На сайте «Metacritic» у фильма 86 баллов из 100 на основе 18 критических обзоров, зрительский рейтинг — 6,5 из 10. По состоянию на апрель 2022 года, на сайте «Кинопоиск» у фильма 7,2 балла из 10 на основе 4 637 зрительских оценок, а на портале «Internet Movie Database» — 7,7 из 10 баллов на основе 51 283 зрительских оценок.
Роджер Эберт присвоил фильму 4 звезды, назвав его «одним из лучших фильмов года, а, может быть, и десятилетия!», а позже внёс его в пятёрку лучших фильмов года, назвав картину «умной, всеобъемлющей и трогающей сердца». Тодд МакКарти из «Variety» написал: «Невероятно сильная драма о горе внутри семьи». Критик Полин Кейл в обзоре для «The New Yorker» написала: «Драма Роберта Редфорда академическими средствами доводит зрителя до состояния катарсиса, возвращает веру в доброту людей и дарит надежду на лучшие времена». Джей Боббин назвал картину «одним из величайших фильмов Америки». Джеймс Берардинелли из «ReelWievs» написал: «Прекрасный пример того, какие разъедающие изнутри эмоции скрывает каждая семья от посторонних глаз».
Актёр Роберт Редфорд, занявший в работе над этой картиной режиссёрское кресло, вместе с актёрами, работающими точно, без фальши и надрыва, исследует глубокую внутреннюю драму, скрытую за фасадом респектабельности, демонстрирует изнанку «семейного рая», проникая в интимный мир за четырьмя стенами, раскрывает разъедающие изнутри, из сердцевины, губительные процессы отчуждения и безразличия.
Тимоти Хаттон искренен и действительно великолепен в роли неординарного Конрада, а актёры старшего поколения — Мэри Тайлер Мур, Дональд Сазерленд и Джадд Хирш — выше всяких похвал!

### Награды и номинации
Ниже перечислены основные награды и номинации:

#### Награды
На тот момент 20-летний Тимоти Хаттон стал самым молодым обладателем премии «Оскар».
- 1980 Премия «Оскар»

Лучший фильм года
Лучшая мужская роль второго плана — Тимоти Хаттон
Лучшая режиссура — Роберт Редфорд
Лучший сценарий — Элвин Сарджент
- 1981 Премия «Золотой глобус»

Лучшая драматическая картина
Лучшая режиссура — Роберт Редфорд
Лучшая мужская роль второго плана — Тимоти Хаттон
Лучшая женская роль — Мэри Тайлер Мур
Новая звезда года — Тимоти Хаттон
- а также:

Премия «WGA Award», За лучший сценарий, основанный на книге — Элвин Сарджент
Премия Гильдии режиссёров Америки, За лучшие достижения в искусстве режиссуры — Роберт Редфорд
Премия «New York Film Critics Circle Award», Лучшая картина года

#### Номинации
- 1980 Премия «Оскар»

Лучшая женская роль — Мэри Тайлер Мур
Лучшая мужская роль второго плана — Джадд Хирш
- 1982 Премия BAFTA

Лучшая женская роль — Мэри Тайлер Мур
- 1981 Премия «Золотой глобус»

Лучшая мужская роль — Дональд Сазерленд
Лучшая мужская роль второго плана — Джадд Хирш
Лучший сценарий — Элвин Сарджент

### Признание
- В 1998 году Американский институт киноискусства включил фильм в список 400 номинантов «100 величайших фильмов Америки»[35].
- Картина включена в книгу «1001 фильм, который нужно увидеть перед смертью» (англ. 1001 Movies You Must See Before You Die) под редакцией Стивена Шнайдера.